# Project Looking Glass
Project Looking Glass was een vrije software project onder GPL om een vernieuwende 3D desktopomgeving te creëren voor Linux en Solaris gebaseerd op Java. Het werd gesponsord door Sun Microsystems. Het project is inactief sinds 2006. Het prototype werkte op Sun's Java Desktop System.

## Eigenschappen
Eén van zijn opmerkelijkste eigenschappen is de verwezenlijking van omkeerbare vensters zodat de gebruiker nota's en commentaren op de rug kan schrijven. Om het even welk venster begint normaal als 2D of 2.5D venster, maar kan veranderd worden als op een dun lijkend 3D voorwerp dat bij onder om het even welke hoek kan worden verplaatst of volledig omgedraaid door de gebruiker.
Het project heeft eigenschappen die naar de totstandbrenging van een ware virtuele Post-it note streven.
Looking Glass kan vergeleken worden met het prototype "Task Gallery" van Microsoft Research.

## Geschiedenis
Looking Glass werd eerst ontwikkeld door Hideya Kawahara, een 33 jaar oude Sun programmeur die het in zijn vrije tijd met een kleine Linux-laptop schreef. Na het tonen van een eerdere versie aan de stafmedewerkers van Sun, werd hij voltijds toegewezen met een specifiek team aan dit project te werken. In 2009 verklaarde Hideya Kawahara dat het project "inactief (praktisch dood)" is (zie Looking Glass projectontwikkelpagina).